# 大沼邦彦
大沼 邦彦（おおぬま くにひこ、1946年12月4日- ）は、日本の技術者、実業家。日立ビルシステム代表取締役社長、日立製作所代表執行役副社長、日立オートモティブシステムズ代表取締役社長、日本品質管理学会会長などを歴任した。デミング賞本賞受賞。

## 来歴
茨城県出身。1971年千葉大学工学部電気工学科卒業後大学院に進学し修士課程修了。日立製作所入社。1990年日立製作所大みか工場電子制御装置設計部長。1995年日立製作所水戸工場副工場長。1999年日立製作所昇降機グループ水戸昇降機本部長。2000年日立製作所ビルシステムグループ水戸ビルシステム本部長。2001年日立ビルシステム代表取締役取締役社長。2005年日立製作所執行役常務都市開発システムグループ長&CEO。2006年日立製作所執行役専務都市開発システムグループ長＆CEO兼電動力応用統括推進本部長。2007年日立製作所代表執行役執行役副社長。2008年日立製作所代表執行役執行役副社長コンシューマ事業グループ長&CEO、日本品質管理学会会長。2009年日立製作所理事、日立オートモティブシステムズ代表取締役取締役社長。2013年日立オートモティブシステムズ代表取締役取締役会長。2016年日立オートモティブシステムズ取締役会議長。
退任後、日立オートモティブシステムズコーポレートアドバイザー、茨城大学経営協議会委員。2018年デミング賞本賞受賞。2019年ビークルエナジージャパン取締役。